# Valle di Maddaloni
Valle di Maddaloni là một đô thị ở tỉnh Caserta trong vùng Campania của Ý, có vị trí cách khoảng 30 km về phía đông bắc của Napoli và khoảng 7 km về phía đông của Caserta. Tại thời điểm ngày 31 tháng 12 năm 2004, đô thị này có dân số 2.711 người và diện tích là 10,8 km².
Valle di Maddaloni giáp các đô thị: Caserta, Cervino, Durazzano, Maddaloni, Sant'Agata de' Goti.